# Laja-Fälle

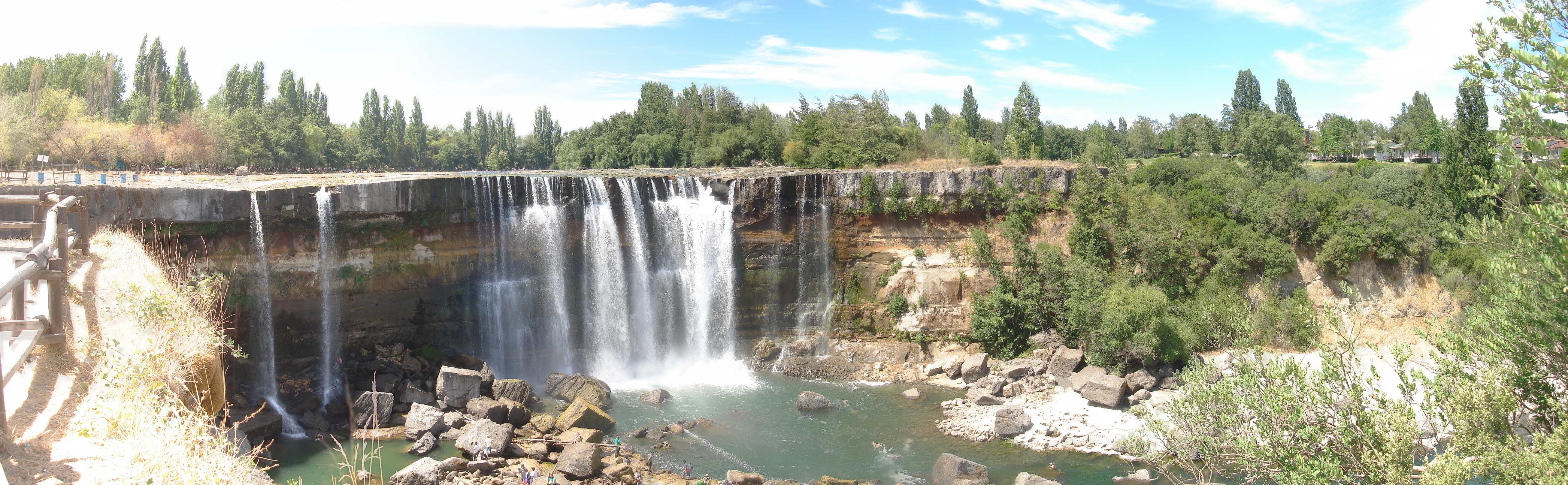
Panoramablick auf die Laja-Fälle (2009)

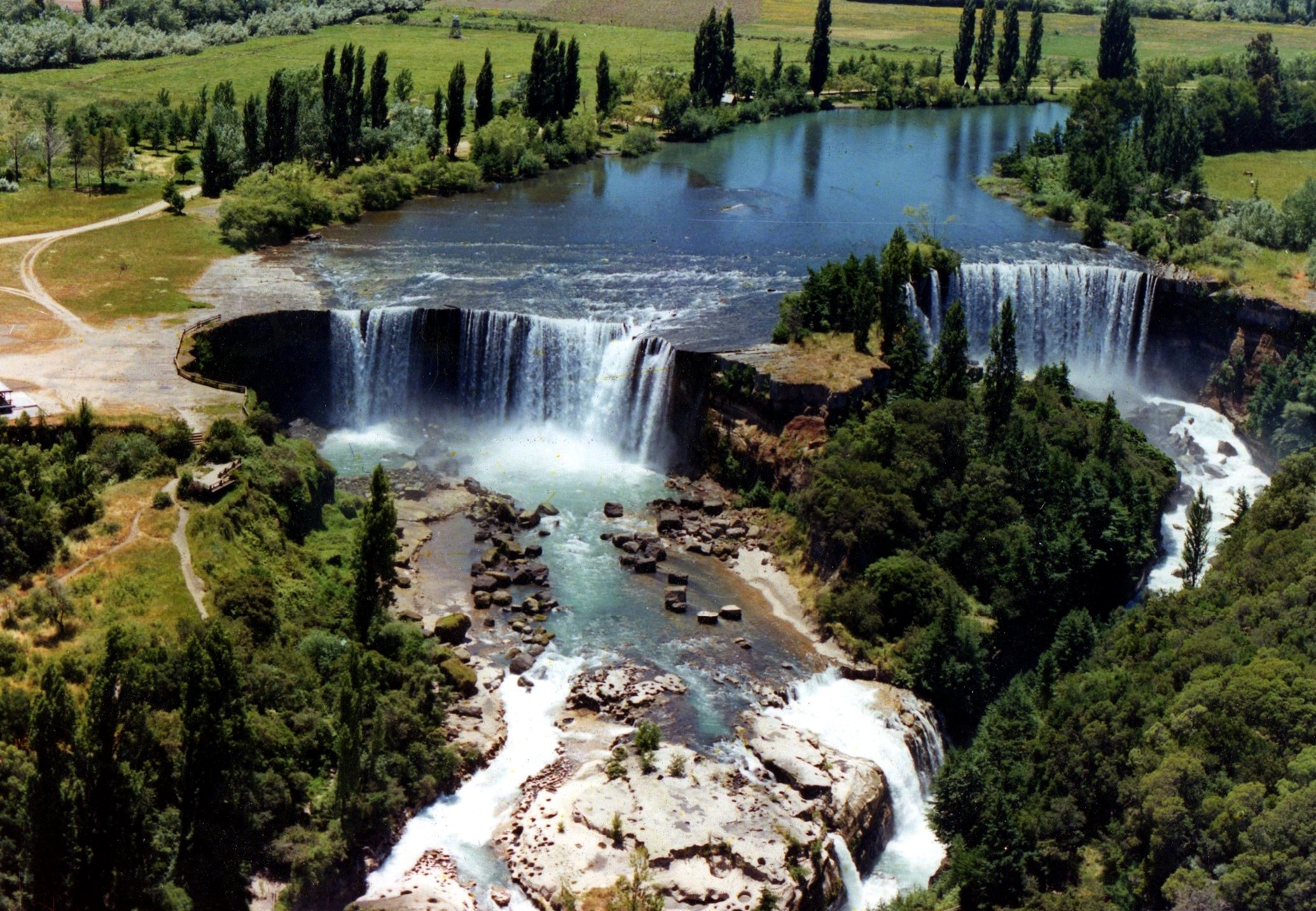
Blick auf die Laja-Fälle von oben (2010)

Die Laja-Fälle (spanisch Salto del Laja) bestehen aus vier Wasserfällen im Unterlauf des Río de La Laja etwa 50 km vor dessen Mündung in den Río Bío-Bío. Sie liegen in der Región del Biobío im Süden Chiles, etwa 25 km nördlich von Los Ángeles relativ nahe an der Ruta 5. Jährlich besuchen tausende Touristen die Laja-Fälle.
Die einzelnen Wasserfällen besitzen eine Fallhöhe von ungefähr 35 Meter. Stromabwärts der Fälle verläuft der Fluss ruhig und sehr niedrig und kann deshalb an vielen Stellen durchwatet werden. In der Umgebung der Laja-Fälle gibt es auf Grund des hohen Touristenaufkommens viele Hotels und Gasthöfe sowie einen privaten Wildpark.